# Caripeta subochrearia
Caripeta subochrearia är en fjärilsart som beskrevs av Augustus Radcliffe Grote 1883. Caripeta subochrearia ingår i släktet Caripeta och familjen mätare. Inga underarter finns listade i Catalogue of Life.